# Deux Amis (Tourgueniev)
Pour les articles homonymes, voir Deux amis.
Deux Amis est une nouvelle d'Ivan Tourgueniev écrite en 1853 et parue en 1854 dans la revue russe Le Contemporain.

## Résumé
Boris Andreïevitch Viazovnine, jeune homme de 26 ans, est obligé de rentrer dans son domaine de Russie centrale, ne pouvant plus subvenir aux dépenses inhérentes à la vie d’un jeune noble à Moscou.
Il fait rapidement connaissance d’un voisin, Pierre Vassilitch Kroupitsyne, ancien lieutenant de cavalerie, retiré également sur ses terres.
Bientôt Viazovnine émet le vœu de se marier. Aussitôt, Kroupitsyne organise des entrevues avec différents partis de la région. S’ensuivent quelques visites, mais Viazovnine est difficile. Finalement, il demande en mariage Vérotchka Barsoukov, 19 ans, jeune fille simple, parfaite maîtresse de maison, mais aussi calme que lui est agité.
Le mariage ne réussit pas à Viazovnine, il s’ennuie rapidement et quitte sa jeune épouse pour un voyage en Europe ; il rédige dans cette optique un courrier à son ami Pierre et un autre à l'attention de son épouse (que Pierre doit lui remettre en personne) ; il éprouve le besoin de prendre du large et promet de revenir et de rester fidèle à son épouse dont il apprécie les qualités certaines.
Toutefois "les espérances exprimées dans cette lettre ne devaient jamais se réaliser ; le bateau arrivait en vue de Stettin ; la rive étrangère se déroulait aux regards des passagers sous les rayons d'un beau soleil ; appuyé sur la balustrade du bâtiment, Boris, absorbé dans une muette rêverie, regardait la vague verte et profonde qui se creusait en gémissant sous la roue du bateau et dans son rapide tournoiement, l'arrosait d'un flot d'écume ; dans son immobilité, dans sa contemplation, tout à coup le vertige s'empara de lui et il tomba à la mer ; à l'instant même on arrêta le navire, on lança la chaloupe à l'eau mais il était trop tard ; Boris avait cessé de vivre" (extrait de l’œuvre).
La nouvelle parut dans les journaux ; Pierre ne voulut y croire  jusqu'à ce que cette catastrophe fut confirmée et à n'en point douter emportait avec elle son ami Boris.
Pierre tente de réconforter de son mieux la veuve de son ami ; tous deux finissent par s'éprendre l'un de l'autre et se marier au bout d'un an ; de leur union naissent trois enfants et ils vivent simplement tout en songeant affectueusement à Boris.

## Édition française
- Les deux Amis, traduit par Xavier Marmier, dans Scènes de la vie russe, Paris, Hachette, 1887.
- Deux Amis, traduit par Françoise Flamant, dans Romans et nouvelles complets, Paris, Éditions Gallimard, « Bibliothèque de la Pléiade », 1981, 30 pages  (ISBN 978-2-07-010980-7)